# يزدجرد بن سابور
يزدجرد بن سابور  أو يزدجرد الأوّل (399- 420 م) الذي يلقب الأثيم(بزه كار) والخشن، كان ملكا ساسانياً في إيران وكان ملكاً مسالما يكره الحرب، وضرب على سكّته اسمه« يزدجرد المسالم».
وقد سنحت في عهده فرص كثيرة لمحاربة الروم والاستيلاء على أرضهم في آسيا فلم ينتهزها، وبلغ من مسالمته إياهم أن الإمبراطور أركديوس أوصى اليه بحماية ابنه ثيودسيوس فقبل يزدجرد الوصية وأرسل أحد الخصيان من أولى العلم ليكون حارسا له.
وقد سالم المسيحيين في بلاد الفرس وأحسن اليهم بعد الذي لاقوا أيام سلفه لا سيما أيام سابور ذى الأكتاف. وقد جاء اليه مروثا أسقف العراق رسولا يخبره بولاية ثيودسيوس.
ثم داوى الملك من علة كانت به فحظى عنده، وقوى سلطانه عليه حتى أمر سنة 406 م أن يمكن المسيحيون من العبادة جهارا ومن إعادة كنائسهم، بل اضطهد المجوس في هذه السبيل. ولكنه اضطر بعدُ أن ينصر المجوس على المسيحيين.